# François Girardon
Francois Girardon (Troyes, 17 marzo 1628 – Parigi, 1º settembre 1715) è stato uno scultore francese.

## Biografia
Il suo percorso di formazione artistica seguì dapprima la frequentazione della accademia sotto gli insegnamenti di Anguier e successivamente un viaggio accademico in Italia, a Roma nel 1657.
Una volta rientrato in patria, venne chiamato a dirigere l'équipe di scultori che lavorava a Versailles sotto la guida di Le Brun e influenzata dalla personalità di Colbert, realizzando, da parte sua, i gruppi di "Apollo e le ninfe" di ispirazione ellenistica, il "Ratto di Proserpina" con le figure che devono molto al Giambologna, e i graziosi bassorilievi del "Bagno delle ninfe".
Tra le sue opere più celebri figurano la tomba di Richelieu alla Sorbona, in cui evidenziò un classicismo più rigoroso e la statua equestre di Luigi XIV (distrutta nel 1793) nella piazza Vendome, a Parigi.
Tra le varie attività di Girardon, si può annoverare anche la ritrattistica, come nel busto di Luigi XIV, inserita nella tradizione del ritratto aulico francese.